# Rigny-la-Nonneuse
Rigny-la-Nonneuse ist eine französische Gemeinde mit 158 Einwohnern (Stand: 1. Januar 2022) im Département Aube in der Region Grand Est. Sie gehört zum Kanton Saint-Lyé und zum Arrondissement Nogent-sur-Seine. 

## Lage
Sie ist umgeben von folgenden Nachbargemeinden:
| Avant-lès-Marcilly, Saint-Loup-de-Buffigny | La Fosse-Corduan                            | Saint-Martin-de-Bossenay, Ossey-les-Trois-Maisons |
|                                            | Kompassrose, die auf Nachbargemeinden zeigt |                                                   |
| Fay-lès-Marcilly                           | Avon-la-Pèze                                | Marigny-le-Châtel                                 |

## Bevölkerungsentwicklung
| Jahr                      | 1962 | 1968 | 1975 | 1982 | 1990 | 1999 | 2008 | 2016 |
| ------------------------- | ---- | ---- | ---- | ---- | ---- | ---- | ---- | ---- |
| Einwohner                 | 105  | 87   | 69   | 90   | 96   | 145  | 140  | 170  |
| Quelle: Cassini und INSEE |      |      |      |      |      |      |      |      |

## Sehenswürdigkeiten

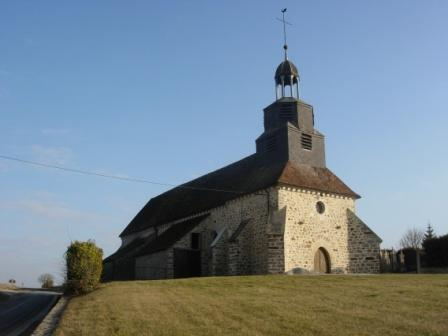
Kirche Saint-Nicolas

- Kirche Saint-Nicolas
- Kriegerdenkmal